# بازی‌های پاراآسیایی ۲۰۱۰
بازی‌های پاراآسیایی ۲۰۱۰ اولین دوره از رقابت‌های پارآسیایی بود که از ۱۲ تا ۱۹ دسامبر سال ۲۰۱۰ در گوانگ‌ژو چین برگزار شد.۲۴۰۵ ورزشکار از ۴۱ کشور در ۱۹ رشته ورزشی با هم به رقابت پرداختند و ۳۴۱ مدال طلا توزیع شد که سهم چین از بقیه کشورها بیشتر بود.
در این مسابقات هفده رکورد جهانی و هشتاد و دو رکورد آسیایی شکسته شد.برای برگزاری این مسابقات بیش از ۲۵۰۰۰ داوطلب از سراسر چین به گوانگ‌ژو آمدند.همچنین بلیط‌های این مسابقات برای ساکنان گوانگ‌ژو رایگان بود.
شعار این مسابقات (به چینی: 我们欢聚，我们分享，我们共赢) و (به انگلیسی: We cheer We share We win) بود.
افتتاح‌کننده این مسابقات لی ککیانگ بود همچنین لی دوان به جای تمامی ورزشکاران و یئون کت چای از طرف تمامی داوران سوگند خوردند مراسم مشعل نیز ژانگ لیژین و ژانگ‌های یوان برگزار کردند.